# Libythina hyperipte
Libythina hyperipte är en fjärilsart som beskrevs av Jacob Hübner 1816-1824. Libythina hyperipte ingår i släktet Libythina och familjen praktfjärilar. Inga underarter finns listade i Catalogue of Life.